# Santa Eulalia (Alentorn)
Santa Eulalia es una escultura situada en Barcelona, en la confluencia del llano de la Boquería con la Rambla (distrito de Ciudad Vieja). Fue creada en 1900 por Eduard Alentorn y está dedicada a santa Eulalia de Barcelona, patrona de la Ciudad Condal.

## Historia y descripción
Santa Eulalia, patrona de Barcelona, fue una mártir cristiana fallecida hacia 303 o 304. Murió por orden del procónsul Daciano, en el transcurso de la persecución de Diocleciano, tras ser sometida a trece martirios, tantos como años tenía. El último fue ser crucificada, según la tradición en el lugar hoy ocupado por el llano de la Boquería, donde se encuentra la estatua. La catedral de Barcelona le está dedicada y en su honor se celebran las fiestas de Santa Eulalia. En la Ciudad Condal existen varios monumentos en su recuerdo, como la fuente de Santa Eulalia (plaza del Pedró) y la figura emplazada en una hornacina de la bajada de Santa Eulalia, además de varias obras en la catedral y el Ayuntamiento de Barcelona.
La escultura se encuentra en el llano de la Boquería, en la confluencia con la Rambla, en un edificio que hace esquina con la calle de la Boquería. Esta plaza, también conocida antiguamente como Pla de l'Ós, está cerca del Gran Teatro del Liceo y del mercado de la Boquería, y destaca por la presencia en el suelo del pavimento Miró, así como de la casa Bruno Quadros, de José Vilaseca, obra de 1883 de estilo neoegipcio. El nombre proviene del catalán boqueria o bocateria, porque en época medieval se vendía aquí carne de cabrón (boc). En este espacio se situaba antiguamente una de las antiguas puertas de la muralla medieval de la ciudad, la puerta de la Boquería.
En este emplazamiento había una capilla que albergaba una estatuilla dedicada a la santa desde 1451, que había sido hallada en un arco de la antigua muralla romana. Según la tradición, en una torre de la muralla había estado presa la santa. En 1785 se construyó en ese lugar una ermita y la imagen medieval fue sustituida por una nueva, sufragada por el farmacéutico Josep Ferrera i Pasqual. En 1825 la ermita fue sustituida por una capilla. Por último, el año 1900 el empresario Domènec Taberner i Prims adquirió el terreno y construyó un edificio para albergar una tienda de ropa, los Almacenes Santa Eulalia, obra de estilo modernista de Antoni Coll i Fort. En 1944 la tienda se trasladó al paseo de Gracia; en su lugar hay actualmente una sucursal bancaria.
En el tercer piso del edificio, sobre la cubierta de una tribuna cilíndrica, se situó una estatua de la santa, en recuerdo de la antigua imagen medieval. Fue encargada a Eduard B. Alentorn (1856-1920), un escultor modernista discípulo de los hermanos Agapito y Venancio Vallmitjana, autor de varios monumentos y fuentes en Barcelona, como el Nacimiento de Venus de la Cascada del Parque de la Ciudadela (1881-1883, con diseño de Venancio y Agapito Vallmitjana), la Fuente de la cigüeña y la zorra en el parque de la Ciudadela (1884), las estatuas de Jaume Salvador (1884) y Félix de Azara (1886) en el Museo Martorell de Geología (parque de la Ciudadela), el medallón de fray Juan Pérez y la escultura de Pere de Margarit en el Monumento a Colón (1888), el altorrelieve de la Marina en el monumento a Joan Güell i Ferrer (1888) y las fuentes de la Palangana, de la Labradora y de la Tortuga (1917).
La obra de Alentorn se ajusta a los cánones clásicos y representa a la santa como una chica joven, vestida con túnica y manto y con una aureola en la cabeza. Lleva los atributos característicos de su martirio: la palma que simboliza los santos mártires, que sujeta con su mano derecha sobre el pecho; y la cruz en aspa con que fue crucificada, situada en su costado izquierdo, sobre la que apoya la mano izquierda.
En una pared del edificio se encuentra una lápida colocada por Domènec Taberner en recuerdo de la santa y como acto de agradecimiento por su curación de una enfermedad, escrita en latín: 

EVLALIAE / VIRGINIS ET. MARTYRIS / PATRONAE. SANCTAE. OPIFERAE. SOSPITATRICIS / CIVITATIS. BARCINONENSIS / QVVM. VETVSTISSIMA. EFFIGIES / HEIC. OLIM EXSTANS. / DIRVTA. IN. DOMO / PROPE. LOCVM. VBI. HONOREM. VIRGINITATIS / MATYRII. LAVDE. CVMVLAVIT. / SVPERIORVM. TEMPORVM. / INIVRIA. ET. NEGLIGENTIA / IAMDIV. FVERIT. PENITVS. AMISSA / NEC. INTER. AEDIFICII. RVDERA / NEC. VLLO. IN. LOCO. AMPLIVS. REPERTA / VT. REI. AC. PRSTINAE. IMAGINIS. MEMORIA / NVLLA. VNQVAM. AETATE. DILABATVR / NOVAM. HANC. IPSIVS. LAPIDEAM. STATVAM / HISCE. IN. AEDIBUS. VETERI. SVPER. EADEM. AREA / SVA. IMPENSA. A. FVNDAMENTO. INSTAVRATIS / DOMINICVS. TABERNER. ET. PRIMS / CONSTITVENDAM. CVRAVIT / ANNO. CHRISTIANO. M.D.CCCC. / AD. PRAESENTISSIMVM. CAELESTIS. PATRONAE. AUXILIUM / SIBI. SVISQVE. SERAM. IN. POSTERITATEM / PROMERENDVM / EDWARDUS MARIA GARCIA / FRVTOS / E SOCIETATE IESV

También hay otra lápida en la fachada de la calle de la Boquería, seguramente sufragada por el farmacéutico Josep Ferrera, que recuerda la antigua imagen y la ermita (robada en 1993, la actual es una copia):

D.O.M. / HANC. LAPIDEAM. IMAGINEM. / INCLITAE. BARCHINONENSIS. EULALIAE. / GLORIOSISSIMI MONUMENTUM. MARTYRII. / PER. IPSAM NON. PROCUL. AB. HINC. CONSUMMATI. / PRISCAE. PORTAE. / QUONDAM. PROPE. HUIC. LOCO. CONTIGUAE. / TANTAE. HEROÏNAE. SACRAE. / VERSIONI. OB. PUBLICAM. VENUSTATEM. PROCURATAE. SUPERSTITEM. / AC. RELLIGIONE. SERVATAM. / TANDEM. / CAROLO III. IMPERANTE. / EX. HUMANISSIMA. HUJUSCE. CIVITATIS. SENATUS. CONCESSIONE. / IN. HIS. QUAS DENUO. EXAEDICAVIT AEDIDUS / PUBLICAE. DEVOTIONIS. / PRIVATAEQUE. CLIENTELAE. PIGNUS / REPOSUIT. / JOSEPHUS, FERRERA ET PASQUAL. PHARMACOPOLA BARCHINONAE. / ANNO DOMINI M D CC L XXXV